# Šárecké hradiště
Šárecké hradiště (též Hradiště Šárka) je pravěké sídliště a raně středověké hradiště na rozhraní pražských čtvrtí Liboc a Vokovice. Od roku 1964 je chráněno jako kulturní památka a od roku 1995 je také národní kulturní památkou.

## Historie
Nejstarší osídlení Divoké Šárky pochází z období neolitu. Z tehdejšího sídliště na Šestákově skále byly získány nálezy keramiky, podle kterých byla závěrečná fáze kultury s lineární keramikou nazvána šáreckým typem. Prostor šáreckého hradiště byl osídlen od eneolitu příslušníky řivnáčské kultury. Je možné, že zde už tehdy vzniklo opevněné hradiště, ale doklady pro to neexistují. Osídlení pokračovalo i v době bronzové v období únětické a štítarské kultury a v průběhu doby halštatské.

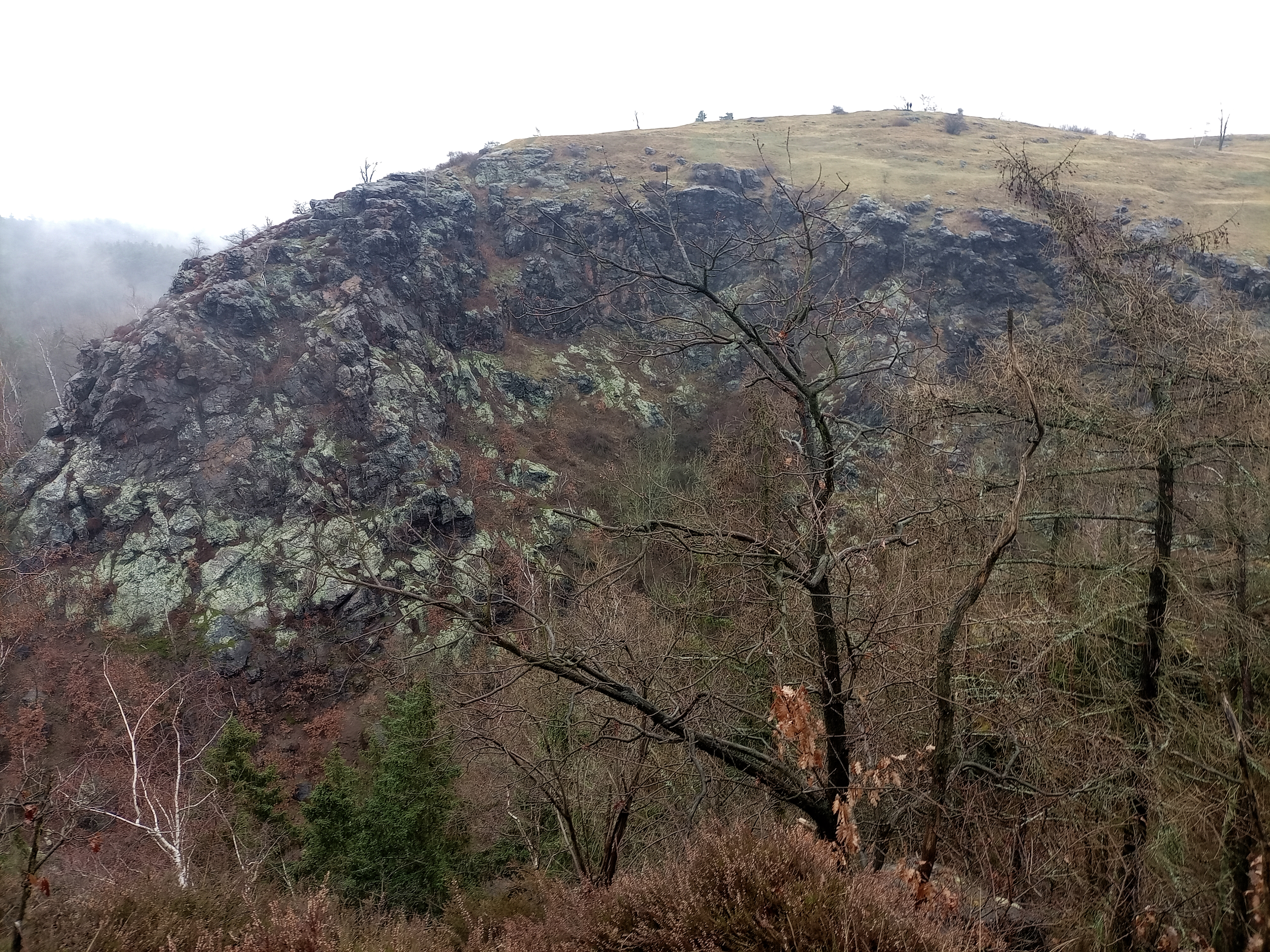
Pohled na Pravou skálu, skalní masiv Amfiteátr a hradiště

Existence hradiště je doložena až v raném středověku. Pravděpodobně bylo založeno v osmém století, vrcholu rozvoje dosáhlo v polovině devátého století, ale po vzniku Pražského hradu ztratilo na významu. Některé části však zůstaly osídleny ještě v desátém století. Funkce hradiště je nejasná. Bylo zřejmě vojenským opěrným bodem, správním a obchodním centrem a sídlem tehdejší elitní společenské vrstvy. Dokládají to nálezy avarských opaskových kování a západofranských mincí. Je také hypoteticky možné, že hradiště plnilo funkci výrobního a náboženského střediska. Z desátého století pochází nálezy hrobů, v nichž byly nalezeny nádoby, esovité záušnice a skleněné perly. Jiří Sláma šárecké hradiště uvádí jako možnou lokalitu hradiště Canburg, které roku 805 po čtyřicet dní neúspěšně obléhala vojska Karla Velikého.
Archeologické výzkumy na hradišti probíhaly od devatenáctého století. Nejstarší z nich zdokumentoval Václav Krolmus. Velká část archeologických situací však byla poničena neřízenými výkopy, které prováděli sběrači kostí pro ruzyňský cukrovar.

## Stavební podoba
Hradiště s rozlohou 25 hektarů bylo trojdílné. Celková délka dosahuje 820 metrů a šířka se pohybuje od 220 do 270 metrů. Skládalo se z akropole na Kozákově skále, vnitřního a vnějšího předhradí. Akropole převyšuje úroveň předhradí o dvacet až třicet metrů a její rozloha měří asi tři hektary. Přirozenou ochranu jí poskytovaly skalnaté srázy, takže pozůstatky opevnění jsou patrné pouze na severní straně. Vnitřní předhradí měří asi 12,5 hektaru a vnější přibližně 9,5 hektaru. Z jejich hradeb se dochovaly valy, jejichž část byla zničeny lomem a novodobou výstavbou. Údajný vstup se snad nalézal na jihovýchodní straně vnějšího předhradí, ale také se mohlo jednat o samostatně opevněný přístup k vodnímu zdroji. Původní hradby předhradí tvořila opuková zeď z nasucho kladených kamenů, na kterou z vnitřní strany navazovala dřevohlinitá konstrukce. Z vnější strany je lemoval příkop, který byl na zkoumaném místě 6,5 metru široký a 1,5 metru hluboký.